# Polydesmus niveus
Polydesmus niveus är en mångfotingart som beskrevs av Henri W. Brölemann 1900. Polydesmus niveus ingår i släktet Polydesmus och familjen plattdubbelfotingar. Inga underarter finns listade i Catalogue of Life.